# Баллиланин

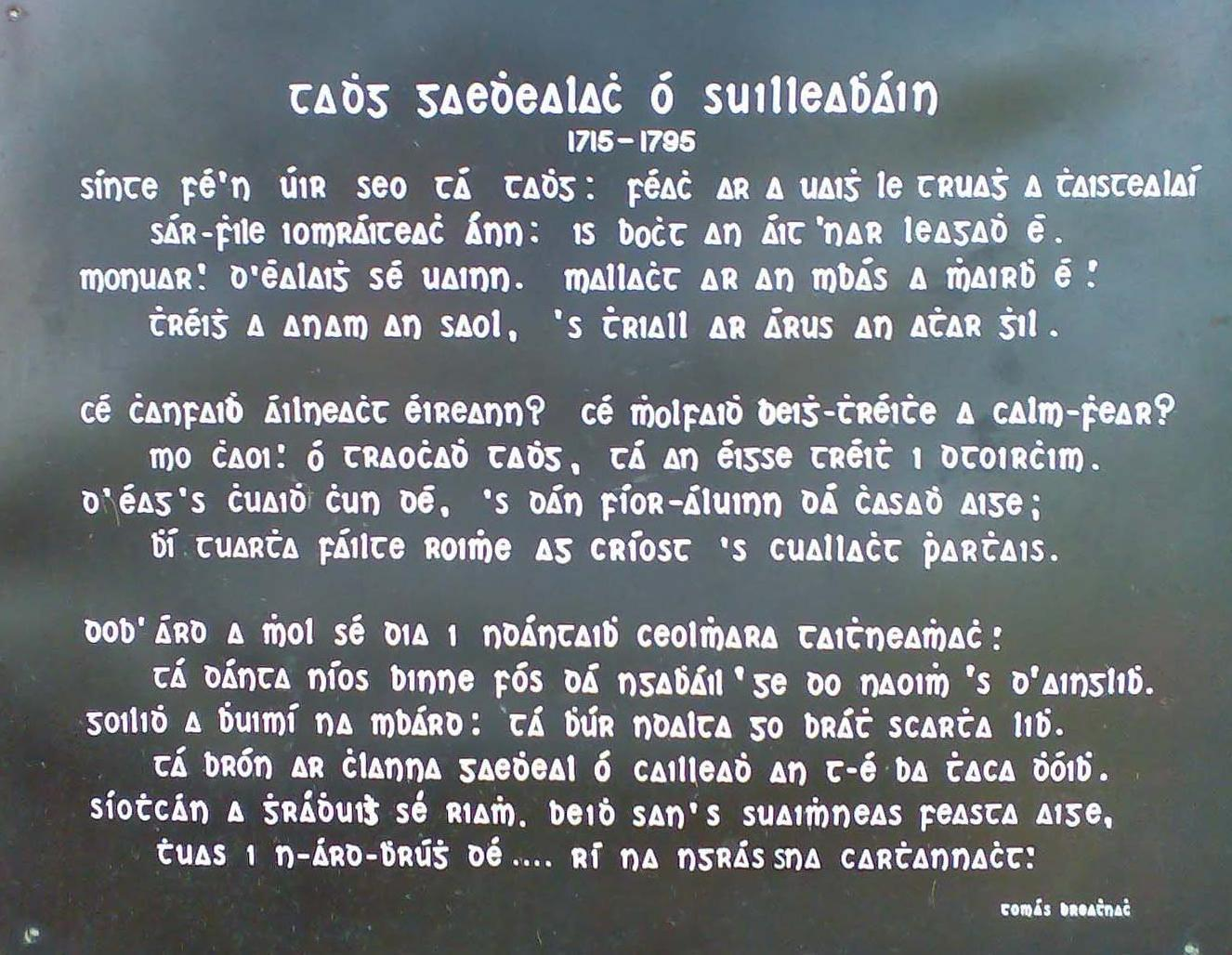
Нагробная доска на местном кладбище (могила поэта)

Баллиланин (англ. Ballylaneen; ирл. Baile Uí Fhlaithnín) — деревня в Ирландии, находится в графстве Уотерфорд (провинция Манстер).